# Loi de modifications urgentes en matière fiscale
Lire en ligne

(ca) LLEI 2/2016, de 2 de novembre, de modificacions urgents en matèria tributària.

La loi de modifications urgentes en matière fiscale (en catalan Llei de modificacions urgents en matèria tributària) est une loi adoptée par le Parlement de Catalogne, promulguée le 2 novembre 2016. Elle procède à des ajustements de quatre impôts et facilite l'obtention d'informations par l'Agence tributaire de Catalogne.
La loi est adoptée par le Parlement le 19 octobre 2016 par 66 voix « pour » de la majorité parlementaire, JxSí et la CUP, et 58 voix « contre » des partis d'opposition, Ciutadans, le PSC, CSQP et le PPC.

## Contexte
Les élections législatives du 27 septembre 2015 ont été remportées par la liste d'union indépendantiste Junts pel Sí (JxSí), qui a obtenu 62 sièges sur 135. Elle s'est alliée avec la gauche radicale indépendantiste de la Candidature d'unité populaire (CUP), qui dispose de 10 sièges, pour former le gouvernement de Carles Puigdemont. La majorité parlementaire est unie par son programme indépendantiste, mais profondément divisée sur les autres questions. En juin 2016, la CUP a rejeté le projet de budget pour 2016 du gouvernement. En conséquence, le projet de loi d'accompagnement du budget, qui devait être voté avec celui-ci, et introduire diverses réformes en matière financière et fiscale, a été retiré par le gouvernement. Ce dernier souhaite néanmoins mettre en place rapidement certaines mesures fiscales qui étaient prévues dans le projet de loi d'accompagnement, car il estime qu'elles sont urgentes et peu sujettes à débat politique.
Parmi les mesures envisagées, figurait notamment la réforme de l'impôt sur l'émission d'oxyde d'azote dans l'atmosphère produite par l'aviation commerciale. Cet impôt, créé en octobre 2014, est payé par les compagnies aériennes et s'applique au transport aérien de passagers. Il taxe les émissions d'oxyde d'azote produites par les avions pendant le décollage, l'atterrissage et la circulation sur les pistes, qui sont dangereuses pour l'environnement. Or, la conformité de cet impôt au droit de l'Union européenne est contestée : l'Union considère que la limite de l'assiette imposable, fixée à 20 000 vols par an, constitue une aide d'État illégale, car elle avantage les grandes compagnies aériennes, qui ne paient pas davantage d'impôt lorsqu'elles dépassent ce seuil. Le gouvernement avait prévu de mettre la loi en conformité avec la législation européenne dans le projet de loi d'accompagnement du budget, qui a été retiré.

## Adoption
Le gouvernement présente l'avant-projet de loi de modifications urgentes en matière fiscale le 26 juillet 2016, dans le but d'adopter rapidement les ajustements qu'il juge nécessaires. Il prévoit de mettre l'impôt sur l'émission d'oxyde d'azote en conformité avec le droit de l'Union européenne en soumettant le transport aérien de marchandises à l'impôt, en supprimant la limite de 20 000 vols annuels taxés et en créant un taux unique quelle que soit la destination du vol. Le projet de loi vise également à modifier légèrement l'impôt sur le patrimoine (es), l'impôt sur les successions et les donations (ca), et l'impôt sur les transmissions patrimoniales et les actes juridiques documentés (es). Enfin, il entend faciliter la communication de données fiscales des administrations locales à l'Agence tributaire de Catalogne (ca).
A la demande du gouvernement, le projet est examiné suivant la procédure de la lecture unique, qui permet d'adopter une loi après un seul débat et un seul vote du Parlement, sans être discuté en commission parlementaire. Le texte fait l'objet d'un accord politique préalable entre Junts pel Sí (JxSí) et la Candidature d'unité populaire (CUP) avant d'être débattu par le Parlement.
Les partis d'opposition critiquent les propositions du gouvernement, en particulier l'article 3 du projet de loi qui prévoit de faciliter la communication de données fiscales recueillies par les administrations locales à l'Agence tributaire de Catalogne. Cette mesure vise à renforcer l'efficacité des contrôles pour lutter contre la fraude fiscale. Par ailleurs, le gouvernement indépendantiste conduit depuis plusieurs années une politique de renforcement de l'administration fiscale catalane, dans le but d'en faire l'une des structures du futur État catalan. Ainsi, la veille du débat sur le projet de loi, le Parlement a commencé à examiner la loi sur le Code tributaire de Catalogne, qui vise précisément à créer la future administration fiscale de la Catalogne indépendante. Les partis d'opposition accusent le gouvernement de prendre le prétexte de la lutte contre la fraude fiscale pour faire avancer son programme indépendantiste.
La loi est adoptée par le Parlement le 19 octobre 2016 par 66 voix « pour » de la majorité, Junts pel Sí (JxSí) et la Candidature d'unité populaire (CUP), et 58 voix « contre » des groupes d'opposition, Ciutadans (C's), le Parti des socialistes de Catalogne (PSC), Catalunya Sí que es Pot (CSQP) et le Parti populaire catalan (PPC).

## Contenu
La loi de modifications urgentes en matière fiscale introduit des modifications limitées de la législation fiscale, qui concernent quatre impôts et la communication de données à l'Agence tributaire de Catalogne,.
L'article 1 réforme l'impôt sur le patrimoine (es) en modifiant la loi de mesures fiscales et administratives de 2004. Il accorde aux détenteurs d'un patrimoine protégé par la loi catalane les mêmes avantages fiscaux qu'à ceux dont le patrimoine est protégé par la loi espagnole. L'objectif est de corriger l'inégalité entre les deux types de protection, qui concernent par exemple les biens des personnes handicapées.
L'article 2 modifie la loi de régulation de l'impôt sur les successions et les donations de 2010. Il étend les avantages fiscaux pour les patrimoines protégés à l'impôt sur les successions et les donations (ca). De plus, il proroge jusqu'au 31 décembre 2017 l'ajournement exceptionnel de deux ans de l'impôt sur les successions et donations qui peut s'appliquer en cas d'illiquidité de l'héritage.
L'article 3 modifie la loi de mesures fiscales, administratives, financières et du secteur public de 2014. Il prévoit que les données « qui ont une importance en matière de fiscalité » recueillies par les administrations publiques locales (conseils comarcaux et députations) peuvent être communiquées à l'Agence tributaire de Catalogne à sa demande « à l'effet de faire respecter des obligations fiscales dans le champ de ses compétences ». L'objectif est de lutter plus efficacement contre la fraude fiscale.
L'article 4 réforme l'impôt sur l'émission d'oxyde d'azote dans l'atmosphère produite par l'aviation commerciale en modifiant la loi sur les impôts environnementaux de 2014. Il étend l'impôt au transport aérien de marchandises, en plus du transport de passagers. Il supprime la limite de 20 000 vols annuels imposables. Enfin, il remplace les deux taux par un taux unique de 2,5 euros par kilogramme d'oxyde d'azote émis.
L'article 5 réforme l'impôt sur les transmissions patrimoniales et les actes juridiques documentés (es). Il crée une réduction d'impôt pour les écritures publiques des procédures de divorces et de séparation par consentement mutuel conclues devant un notaire. L'objectif est d'inciter à conclure ces procédures par la voie notariale et ainsi désengorger les tribunaux.
La loi entre en vigueur le lendemain de sa publication, à l'exception de l'article 4 sur l'impôt sur l'émission d'oxyde d'azote, qui entre en vigueur le 1er janvier 2017.